# 邢帶
邢带（？—？），春秋时期晋国的大夫，韩起的同族。

## 生平
前537年，楚灵王娶晋国宗女，韩起和羊舌肸到楚国送亲。楚灵王想羞辱晋国，表示要以韩起为阍（看门的阉人），以羊舌肸为司宫（管理后宫的阉人）。楚国大夫薳启彊劝谏楚灵王，提到晋国卿大夫特别是韩氏和羊舌氏的强大：“韩起之下的卿，赵成、中行吴、魏舒、范鞅、知盈；羊舌肸之下的大夫，祁午、张趯、籍谈、女齐、梁丙、张骼、辅跞、苗贲皇，都是诸侯所选的能人。韩襄为公族大夫，韩须受命出使。箕襄、邢带、叔禽、叔椒、子羽，都是大家族。韩氏收税的七城，都是大县。羊舌氏四族，都是强盛的家族。”楚灵王放弃了突发奇想的念头，道歉说：“这是不穀（我）的过错，大夫不用再说了。”